# Кортинас, Сесар
Сесар Кортинас Пелаэс (исп. César Cortinas Peláez; 9 августа 1892, Сан-Хосе-де-Майо, Уругвай — 23 марта 1918, Кордова, Аргентина) — уругвайский композитор. Сын политика Мигеля Кортинаса, брат политика Исмаэля Кортинаса и писательницы Лауры Кортинас.
В 1905 году вместе с семьёй переехал в Монтевидео, поскольку Мигель Кортинас был избран депутатом парламента. С этого времени начал профессионально осваивать фортепиано в музыкальной школе имени Франца Листа под руководством Камило Джуччи-старшего (1830—1913). К этому же времени относятся его первые композиции. В 1909 году отправился для продолжения учёбы в Берлинскую высшую школу музыки, где уже учился сын его наставника Камило Джуччи-младший. Изучал композицию под руководством Макса Бруха, однако уже в следующем году из-за открывшегося туберкулёза был вынужден прервать учёбу и отправиться в Швейцарию в санаторий Карла Турбана, где работал над скрипичной сонатой, посвящённой Джуччи-младшему, и фортепианным концертом, посвящённым Вильгельму Колишеру. Несколько поправив здоровье, он провёл некоторое время в Париже и Брюсселе (где брал уроки у Жозефа Йонгена и Адольфа Ваутерса), а затем вернулся в Уругвай, где продолжил обучение у Луиса Самбучетти. В 1912 году на концерте в Театре Солис прозвучало вокальное сочинение Кортинаса Resurrexit, вызвавшее положительные отзывы критики. В том же году Кортинас вновь перебрался в Берлин, работал европейским музыкальным корреспондентом уругвайских газет. С началом Первой мировой войны вынужден был снова вернуться в Уругвай. Умер от туберкулёза.
Основные сочинения Кортинаса — опера «Последний гавот» (исп. La última gavota), премьера которой состоялась в Театре Солис 25 августа 1916 года (в День независимости Уругвая) под управлением Джино Маринуцци, Поэма для фортепиано и струнного квартета (также 1916), Трагическая соната для виолончели и фортепиано и «Суламифь» для чтеца, хора и оркестра на стихи Артура Капдевилы (обе 1917).